# Episodi di Numb3rs (quinta stagione)
La quinta stagione della serie televisiva Numb3rs, composta da 23 episodi, è andata in onda negli Stati Uniti d'America dal 3 ottobre 2008 al 15 maggio 2009, trasmessa dal canale CBS.
In Italia è stata trasmessa dal 30 maggio al 15 giugno 2010 su Rai 2.
| nº | Titolo originale     | Titolo italiano             | Prima TV USA     | Prima TV Italia |
| -- | -------------------- | --------------------------- | ---------------- | --------------- |
| 1  | High Exposure        | Per un pugno di diamanti    | 3 ottobre 2008   | 30 maggio 2010  |
| 2  | The Decoy Effect     | Sequestri lampo             | 10 ottobre 2008  | 30 maggio 2010  |
| 3  | Blowback             | Il killer della caffetteria | 17 ottobre 2008  | 6 giugno 2010   |
| 4  | Jack of All Trades   | Il camaleonte               | 24 ottobre 2008  | 6 giugno 2010   |
| 5  | Scan Man             | Una mente speciale          | 31 ottobre 2008  | 6 giugno 2010   |
| 6  | Magic Show           | Magia e scienza             | 7 novembre 2008  | 7 giugno 2010   |
| 7  | Charlie Don't Surf   | Il surfista                 | 14 novembre 2008 | 7 giugno 2010   |
| 8  | Thirty-Six Hours     | Trentasei ore               | 21 novembre 2008 | 13 giugno 2010  |
| 9  | Conspiracy Theory    | La teoria del complotto     | 5 dicembre 2008  | 13 giugno 2010  |
| 10 | Frienemies           | Rivalità                    | 19 dicembre 2008 | 20 giugno 2010  |
| 11 | Arrow of Time        | Entropia                    | 9 gennaio 2009   | 20 giugno 2010  |
| 12 | Jacked               | Il dirottamento             | 16 gennaio 2009  | 4 luglio 2010   |
| 13 | Trouble In Chinatown | Il drago di seta            | 23 gennaio 2009  | 4 luglio 2010   |
| 14 | Sneakerhead          | Sneakers                    | 6 febbraio 2009  | 18 luglio 2010  |
| 15 | Guilt Trip           | Il verdetto                 | 13 febbraio 2009 | 18 luglio 2010  |
| 16 | Cover Me             | Sotto copertura             | 27 febbraio 2009 | 25 luglio 2010  |
| 17 | First Law            | Intelligenza artificiale    | 6 marzo 2009     | 25 luglio 2010  |
| 18 | 12:01 A.M.           | Nel braccio della morte     | 13 marzo 2009    | 8 agosto 2010   |
| 19 | Animal Rites         | Animalisti                  | 10 aprile 2009   | 8 agosto 2010   |
| 20 | The Fifth Man        | Il quinto uomo              | 24 aprile 2009   | 12 agosto 2010  |
| 21 | Disturbed            | Schema nascosto             | 1º maggio 2009   | 12 agosto 2010  |
| 22 | Greatest Hits        | Crimini perfetti            | 8 maggio 2009    | 15 agosto 2010  |
| 23 | Angels and Devils    | Il nodo del diavolo         | 15 maggio 2009   | 15 agosto 2010  |

## Per un pugno di diamanti
- Titolo originale: High Exposure
- Diretto da: Alex Zakrzewski
- Scritto da: Nicolas Falacci e Cheryl Heuton

### Trama
Charlie dopo aver vinto la causa del processo torna in libertà, ma non può più fare il consulente matematico per l'FBI. Solo Amita, Alan, e la procuratrice distrettuale, fidanzata con Don, vogliono che Charlie rientri a far parte dell'FBI. Per poterlo fare Charlie deve sottoporsi a dei interrogatori per ottenere il Nulla Osta. Nel frattempo avviene un duplice omicidio: vittime sono due scalatori innocenti che avevano trovato un diamante grezzo. Con l'aiuto di Larry e Amita si cercano i colpevoli. Alle indagini partecipa anche l'agente Ian Edgerton.

## Sequestri lampo
- Titolo originale: The Decoy Effect
- Diretto da: Ralph Hemecker
- Scritto da: Ken Sanzel

### Trama
Durante un prelievo a un Bancomat una donna viene uccisa. Il suo assassino viene però ucciso da un suo complice perché era stato fotografato dalla telecamera della banca. Viene chiesto all'FBI di indagare sul caso perché nelle ultime settimane cinque donne fra i venti e i trent'anni di reddito medio, sono state rapite, torturate, costrette a fare bassi prelievi, e poi sono state liberate. Nel frattempo Charlie, che non può ancora aiutare l'FBI, continua i suoi interrogatori. Indirettamente, attraverso Amita e Larry, Charlie aiuta suo fratello. Nikki Betancourt, la sostituta di Megan Reeves fa da cavia, ma viene rapita..

## Il killer della caffetteria
- Titolo originale: Blowback
- Diretto da: Dennis Smith
- Scritto da: Robert Port

### Trama
Un pomeriggio in una caffetteria vengono uccise otto persone, di cui un ex poliziotto. Sembrano essere giustiziate da un killer professionista. Su questo caso dovrebbe indagare l'LAPD, che, essendo già carica di casi, chiede aiuto a Don Eppes e la sua squadra. Don scopre così che suo fratello, non potendo fare il consulente matematico per l'FBI, è l'aiutante della polizia di Los Angeles. Il caso si complica quando si sospettano di un famoso regista e un capo del LAPD.

## Il camaleonte
- Titolo originale: Jack of All Trades
- Diretto da: Stephen Gyllenhaal
- Scritto da: Andrew Dettmann

### Trama
L'FBI, la polizia e altre forze dell'ordine hanno l'occasione di prendere Kevin. È un giovane truffatore che, con il suo fascino e carattere, da due anni ruba soldi dal posto di lavoro e poi sparisce senza lasciare tracce. Durante l'irruzione però lui si veste da agente e non viene catturato. Nel frattempo Charlie riottiene il suo nulla osta e può fare nuovamente il consulente per Don e la sua squadra. Anche Alan si mette in gioco, ma contro un progetto del comune. Grazie alla vicina di casa di Kevin viene identificata la ragazza, una giovane attrice, del giovane, poco più che diciottenne, e si spera che con il suo aiuto si possa catturare il fuorilegge.

## Una mente speciale
- Titolo originale: Scan Man
- Diretto da: Craig Ross, Jr.
- Scritto da: Don McGill

### Trama
Una banda di criminali in due settimane ha rapinato 23 portavalori della UPE (trasporta carichi di oggetti tecnologici). Questa volta sembra che l'FBI grazie a un progetto di Amita e Larry, vi sia la possibilità di catturarli. Il loro furgone, appena finita la rapina, viene accerchiato, ma gli scatoloni sono vuoti, nella sparatoria muoiono due dei rapinatori. Nello stesso momento un furgone della UPE esce con i veri pacchi e i veri fuorilegge. Ma per liberarsi la strada ingaggiano una violenta sparatoria, nella quale viene ucciso un agente dell'FBI. Si suppone l'esistenza di una talpa che passa le informazioni ai professionisti e si chiede aiuto a Charlie.

## Magia e scienza
- Titolo originale: Magic Show
- Diretto da: John Behring
- Scritto da: Sean Crouch

### Trama
David e la sua ragazza sono ad uno spettacolo di magia quando improvvisamente un illusionista, Talma, al posto di comparire in un acquario, sparisce. La presentatrice chiama il 911 e viene chiamato Don, che porta con sé Larry e Charlie. Charlie, sapendo come funzionano quei trucchi, esige che si apra la botola che fa sparire e apparire le persone. Quando viene aperta si trova un litro di sangue, ma nessun corpo o cadavere. La presentatrice aveva già dei precedenti, mentre dell'illusionista non si hanno informazioni. Charlie nonostante non ami la magia indaga insieme ai suoi amici.

## Il surfista
- Titolo originale: Charlie Don't Surf
- Diretto da: Emilio Estevez
- Scritto da: Steve Hawk

### Trama
Alcuni surfisti, tornando a casa in barca, trovano in mare aperto un cadavere e una tavola di un noto surfista e ranger delle Channel Islands (Santa Barbara). Sembra che la morte sia stato un incidente, ma il padre di Natan chiede alla famiglia Hepps di indagare sulla sua morte. Don gli fa questo piacere, ma non gli risulta niente di strano. Solo Colby Granger nota qualcosa di strano: il laccio (che unisce tavola e surfista) era attaccato alla caviglia sinistra e non destra; ed essendo Natan né un principiante né un goofy foot, si tratta di omicidio. L'FBI indaga..

## Trentasei ore
- Titolo originale: Thirty-Six Hours
- Diretto da: Rod Holcomb
- Scritto da: Julie Hérbert

### Trama
Un treno trasportante gasolio e gas, per un guasto di un cambio, deraglia. Uno dei conducenti si salva, gettandosi dal treno, mentre il suo compagno azionando il freno muore nello schianto. Dalla parte opposta di quello stesso binario arriva un treno passeggeri, che non riesce a frenare in tempo e ha un impatto violento con l'altro treno. Essendo il conducente del treno merci siriano, l'FBI indaga sul terrorismo. Ma può essere anche un semplice guasto. Nella collisione il treno merci ha una falla e sprigiona un gas tossico, che costringe gli agenti a salvare più vite possibili entro le trentasei ore di possibilità di sopravvivenza. Anche Charlie, con alcuni suoi piccoli robot e formule matematiche, cerca di aiutare le forze dell'ordine. È una lotta contro il tempo..

## La teoria del complotto
- Titolo originale: Conspiracy Theory
- Diretto da: Dennis Smith
- Scritto da: Robert Port

### Trama
Durante una riunione di un gruppo che intende migliorare il mondo in cui viviamo, scoppia una bomba che non provoca vittime. Ma mentre l'FBI sta indagando, appena in tempo ci si accorge che da un furgone giallo sta per essere innescato un altro ordigno esplosivo. L'agente Granger, che si trova dentro all'edificio, si salva, ma altri due agenti rimangono uccisi. Nella sala della riunione c'era una telecamera che ha ripreso un sospettato, ma l'esplosione l'ha danneggiata; si hanno altre foto e video di sospetti, ma inutilizzabili per il riconoscimento facciale. Si chiede aiuto a Charlie e le indagini iniziano.

## Rivalità
- Titolo originale: Frienemies
- Diretto da: Steve Boyum
- Scritto da: Nicolas Falacci e Cheryl Heuton

### Trama
L'FBI si trova ad indagare su un gruppo di vigilantes che “arrestano” i giovani membri di una banca criminale, durante le indagini, si scopre che il leader dei criminali è un uomo che, anni prima è stato accusato di aver violentato una studentessa che si è poi suicidata. Charlie scopre che i vigilantes fanno invece capo al fidanzato della ragazza, in cerca di vendetta.
Seguendo lo schema che elabora le rapine, Charlie finisce in un negozio, proprio mentre i criminali lo stanno rapinando e viene minacciato dal loro capo. Fortunatamente riesce a chiamare il fratello che arriva in suo soccorso. Profondamente irritato Charlie elabora un piano per riunire nello stesso posto le due bande e farle finalmente catturare.

## Entropia
- Titolo originale: Arrow of Time
- Diretto da: Ken Sanzel
- Scritto da: Ken Sanzel

### Trama
Tre criminali evadono dal carcere e si dirigono su Los Angeles, uno di questi è Buck Winters. Quindi la squadra si preoccupa del fatto che il ragazzo possa cercare vendetta su Don, colpevole di aver ucciso la donna che Buck amava. Le indagini portano alla cattura di uno dei rapinatori, il meno pericoloso, che viene convinto da Robin a rivelare la posizione degli altri due. La squadra si reca nel motel indicato, ma trova il cadavere di un altro degli evasi. Di Buck trovano solo il cellulare, da cui risulta una chiamata in entrata da parte del cellulare di Don. David decide quindi di affrontare il suo capo, solo per scoprire che Don sembra volersi consegnare al ragazzo. Giunti però sul luogo dell'incontro David scopre che Don ha capito il piano di Buck, il quale non desidera uccidere nessuno, ma solo morire per mano dell'FBI come già accaduto alla sua donna.

## Il dirottamento
- Titolo originale: Jacked
- Diretto da: Stephen Gyllenhaal
- Scritto da: Don McGill

### Trama
L'FBI viene chiamata per risolvere il dirottamento di un autobus. Dopo un iniziale inseguimento, l'autobus viene bloccato e si iniziano le trattative, l'FBI viene aiutata da uno dei passeggeri, un poliziotto di Miami in visita nella città. L'uomo sta filmando tutto con il cellulare ed invia le immagini all'FBI, che così riesce a identificare i dirottatori. Grazie a Charlie, Don elabora un piano per uccidere gli attentatori e liberare gli ostaggi, prima di metterlo in pratica però gli attentatori identificano e uccidono il poliziotto nell'autobus. Don dà ordine di sparare, salvo poi scoprire che si tratta di un trucco: nell'autobus c'è solo l'autista, passeggeri e dirottatori sono altrove. Ricominciano le indagini, Liz, che nella sede dell'FBI sta confortando la fidanzata del poliziotto, viene insospettita dal comportamento della donna e così scopre che lei è una criminale, e che l'unico collegamento fra lei e i dirottatori è il poliziotto morto, che anni prima li ha arrestati. Seguendola trovano lui e poi anche il luogo dove l'autobus è nascosto, riuscendo così a liberare tutti.

## Il drago di seta
- Titolo originale: Trouble In Chinatown
- Diretto da: Julie Hébert
- Scritto da: Peter MacNicol

### Trama
David e Colby si trovano per caso in un ristorante a Chinatown dove entrano due uomini che, armati di mitra, uccidono il proprietario. Si scopre poi che poco distante un agente donna che agiva in incognito è stata rapita. Durante le indagini la squadra scopre un traffico di donne cinesi, molte delle quali scomparse senza lasciare traccia. Alla fine si scopre che le donne vengono “cedute” alle famiglie cinesi che hanno perso un maschio non sposato per diventare le loro spose nella morte.

## Sneakers
- Titolo originale: Sneakerhead
- Diretto da: Emilio Estevez
- Scritto da: Aaron Rahsaan Thomas

### Trama
La squadra viene chiamata a indagare sul furto di un paio di sneakers acquistate da un diplomatico per molte migliaia di dollari, durante le indagini si scopre che le scarpe sono state date dal ladro ad un altro gruppo per permetterne la duplicazione. Nel frattempo a Liz viene offerto un nuovo lavoro nella sede di Denver.

## Il verdetto
- Titolo originale: Guilt Trip
- Diretto da: Gwyneth Horder-Payton
- Scritto da: Mary Leah Sutton

### Trama
Si sta discutendo in tribunale un caso di omicidio su cui ha indagato la squadra di Don, nonostante le prove l'accusato viene prosciolto. Nel tentativo di aiutare Robin a superare la delusione, Don e la squadra provano a rivedere le prove. Charlie invece si concentra sulla giuria e scopre che uno dei membri è stato chiamato per sostituire una donna il cui marito è rimasto ucciso in un incidente. Da qui l'FBI scopre che l'indiziato ha fatto in modo di infiltrare l'uomo nella giuria per poterla influenzare ed ottenere quindi l'assoluzione. David si candida per il posto di sostituto di Don come supervisore ed ottiene da lui una lettera di raccomandazioni.

## Sotto copertura
- Titolo originale: Cover Me
- Diretto da: Rob Morrow
- Scritto da: Andrew Dettmann

### Trama
Charlie elabora una strategia per fermare l'arrivo di una nuova potentissima droga, secondo i suoi calcoli, l'FBI deve contattare i 3 più grossi spacciatori per comprare la droga,
in questo modo verrà fermata la sua diffusione. Liz si offre per andare sotto copertura con l'appoggio di un agente della polizia già infiltrato, mentre Don decide di dare a David
l'incarico di supervisore dell'operazione. Durante gli incontri con gli spacciatori, Liz scopre che il collega ormai fa uso della droga e quindi cerca di aiutarlo senza farsi scoprire da David.
Le cose però non vanno come Charlie aveva previsto perché uno dei trafficanti ha deciso di rubare la droga degli altri per avere il controllo del mercato.
Liz viene presa quindi in ostaggio e soltanto con l'aiuto della squadra riesce a cavarsela.
Alla fine Don si complimenta per l'ottimo lavoro con David, e gli consegna la lettera con la promozione.

## Intelligenza artificiale
- Titolo originale: First Law
- Diretto da: Steve Boyum
- Scritto da: Sean Crouch

### Trama
Un ricercatore che sta lavorando sull'intelligenza artificiale per la DARPA muore soffocato perché il programma di antincendio è stato fatto partire per errore.
La squadra indaga, affiancati dalla responsabile della DARPA che ricorda a Charlie come stia perdendo tempo con le consulenza per l'FBI invece di concentrarsi sulla matematica e gli offre un lavoro con la possibilità di avere risorse illimitate.
Durante le indagini, Amita e Charlie scoprono che quello che credevano essere un programma di intelligenza artificiale non è altro che un falso.
Alla conclusione del caso, la responsabile del DARPA arriva nell'ufficio di Charlie decisa a convincerlo ad accettare il lavoro,
ma qui trova Larry e Don, che la informano della decisione presa da Charlie di non accettare il lavoro.

## Nel braccio della morte
- Titolo originale: 12:01 AM
- Diretto da: Ralph Helmecker
- Scritto da: Robert Port

### Trama
Un avvocato chiama l'FBI poche ore prima dell'esecuzione di un prigioniero nel braccio della morte, ha informazioni che indicano come l'uomo sia innocente del crimine di cui è stato accusato. La telefonata viene passata a Don che si trova in compagnia di Robin, scettica fin dall'inizio sulla cosa. L'avvocato però viene ucciso prima che la squadra abbia occasione di parlarci. Don e Robin così si recano in prigione per interrogare di nuovo il prigioniero. Il quale conferma la confessione resa al momento dell'arresto. È lui il colpevole. Così la squadra si concentra sulla morte dell'avvocato. Alla fine, scoprono che il colpevole di entrambi gli omicidi era il figlio del prigioniero.

## Animalisti
- Titolo originale: Animal Rites
- Diretto da: Ron Garcia
- Scritto da: Julie Hébert

### Trama
Alcuni animalisti si introducono nei laboratori di scienza dell'università per liberare le cavie da laboratorio, vengono però scoperti da un insegnante che viene ucciso. Charlie viene informato dalla sicurezza dell'università e si reca sul posto con il fratello. Le indagini portano ad un giovane matematico ammalato di schizofrenia, il quale, vistosi scoperto si rifugia con due professori in uno dei laboratori. Durante le trattative Don e Nikki entrano nella stanza per portare una videocamera, come da richiesta del ragazzo, il quale scambia Nikki per una conoscente, la donna decide quindi, contro il parere di Don, di rimanere nella stanza per cercare di risolvere la situazione. Alla fine sarà Charlie ad avere l'idea decisiva per risolvere la situazione.

## Il quinto uomo
- Titolo originale: The Fifth Man
- Diretto da: Ken Sanze
- Scritto da: Don McGill

### Trama
A Charlie viene assegnato un nuovo prestigioso ufficio, mentre, con l'aiuto del padre e di Amita, sta portando le scatole con le sue cose, ha una brillante idea per risolvere uno dei suoi problemi, viene però interrotto da Nikki che gli ricorda la promessa di elaborare uno schema da alcune rapine avvenute le notti precedenti, profondamente deluso Charlie lascia il suo lavoro per dedicarsi alla richiesta dell'FBI. Sulla base delle sue ricerche la squadra di Don si apposta vicino ad una casa, ed in effetti sventano la rapina, ma all'improvviso un uomo esce dalla villetta e aggredisce Nikki, colpendola alla testa e subito dopo Don che viene ferito al fianco da un coltello. Tutta la squadra si ritrova all'ospedale con la famiglia di Don, ma solo il padre decide di restare mandando tutti gli altri al lavoro. Charlie però si sente in colpa, la rabbia provata per essere stato distratto dal suo lavoro l'ha portato a sottovalutare il caso, si scopre così che non si tratta di rapine, ma della ricerca da parte di un gruppo di quattro persone di un criminale della guerra bosniaca, che si rifugia presso le famiglie che erano state rapinate. Charlie scopre che l'uomo non può andarsene perché non ha accesso al luogo dove è stato nascosto il suo bottino. Quindi si offre come esca per catturarlo.

## Schema nascosto
- Titolo originale: Disturbed
- Diretto da: Dennis Smith
- Scritto da: Nicolas Falacci e Cheryl Heuton

### Trama
Mentre Don è a casa del fratello convalescente dalla ferita ricevuta, Charlie all'FBI ha messo in relazione una serie di delitti ipotizzando la presenza di un serial killer, la sua idea si scontra con la perplessità del resto della squadra, convinta che lui sia vittima dello stress per il ferimento del fratello. David, alla fine lo indirizza verso un consulente utilizzato di rado che concordo con Charlie. L'ossessione di Charlie porta alla cattura di un uomo responsabile di molte decine di uccisioni.

## Crimini perfetti
- Titolo originale: Greatest Hits
- Diretto da: Stephen Gyllenhaal
- Scritto da: Andrew Dettmann

### Trama
La squadra indaga su una serie di rapine, copia di rapine avvenute in anni precedenti, ed incappa nuovamente nell'agente Bloom sospeso dall'FBI perché colpevole di aver rubato 10 milioni di dollari, poi restituiti, il quale ha richiesto i casi originale delle rapine che sono state copiate. Charlie riesce a trovare il luogo della successiva rapina, e sul luogo la squadra trova Bloom e i rapinatori, che fuggono durante il conflitto a fuoco. Profondamente irritato con Bloom, Don lo arresta. Colby capisce che l'uomo ha deciso di indagare sulle rapine per redimersi e quindi lo porta da Charlie. Assieme i due scoprono il luogo dove la banda si rifugia in attesa di portare a termine l'ultima rapina.

## Il nodo del diavolo
- Titolo originale: Angels and Devils
- Diretto da: Alex Zakrzewski
- Scritto da: Ken Sanzel

### Trama
Charlie chiama il fratello e in maniera confusa gli comunica che Amita è stata rapita e gli fornisce dettagli sul furgone usato. Le indagini scattano subito e la macchina con David e Colby riesce a seguire il furgone fino ad un parcheggio dove finisce contro un'auto esplodendo, David e Don sono costretti a bloccare Charlie che sconvolto corre verso l'auto convinto che Amita sia morta. In realtà la ragazza è stata trasferita in un'altra auto e portata in un luogo sicuro da un criminale che ha riunito attorno a sé alcune donne.
L'uomo chiede ad Amita di entrare nel sito della principale società di carte di credito. Lei inizia facendo accreditare alcune somme sulla carta di credito di Charlie.
Nel frattempo lui è all'FBI per collaborare con le indagini, ma risulta evidente che la situazione non gli permette di pensare lucidamente. Grazie alle spese registrate da Amita sulla sua carta Charlie si collega al computer che la ragazza sta usando e comprende il piano dell'uomo.
Amita intanto è riuscita a convincere il suo rapitore di aver bisogno del portatile che si trova nel suo ufficio, l'uomo invia così due delle sue complici a recuperarlo, ma David e Colby riescono ad arrestarle.
Don con un inganno riesce a far parlare la ragazza che indica loro il luogo dove si trovano i suoi complici, nel frattempo Charlie sta preparando un falso sito dove Amita potrà entrare per far finta di obbedire agli ordini dei sequestratori. Dopo un conflitto a fuoco, Don riesce a recuperare Amita.